# Ignatiusweg

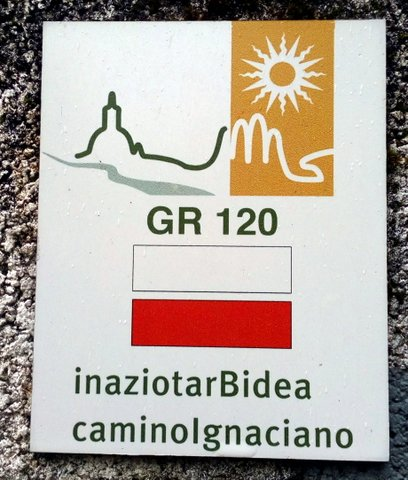
Markierung am Ignatiusweg

Der Ignatiusweg (spanisch Camino Ignaciano) ist ein ca. 675 km langer Pilgerweg in Spanien.

## Beschreibung
Unter der Bezeichnung Ignatiusweg wird seit 2011 ein System aus Wanderwegen in Nordspanien vermarktet.
Der Ignatiusweg startet im Baskenland am Geburtsort des Heiligen Ignatius (1491–1556) in Loyola nahe der Kleinstadt Azpeitia und endet in Manresa in Katalonien. Vorletzte Station ist das Kloster Montserrat. Er zeichnet den Weg nach den Ignatius während seiner Pilgerschaft nach Jerusalem gegangen sein könnte. 1522 brach er auf und soll die Strecke nach Manresa in 27 Tagesetappen bewältigt haben.

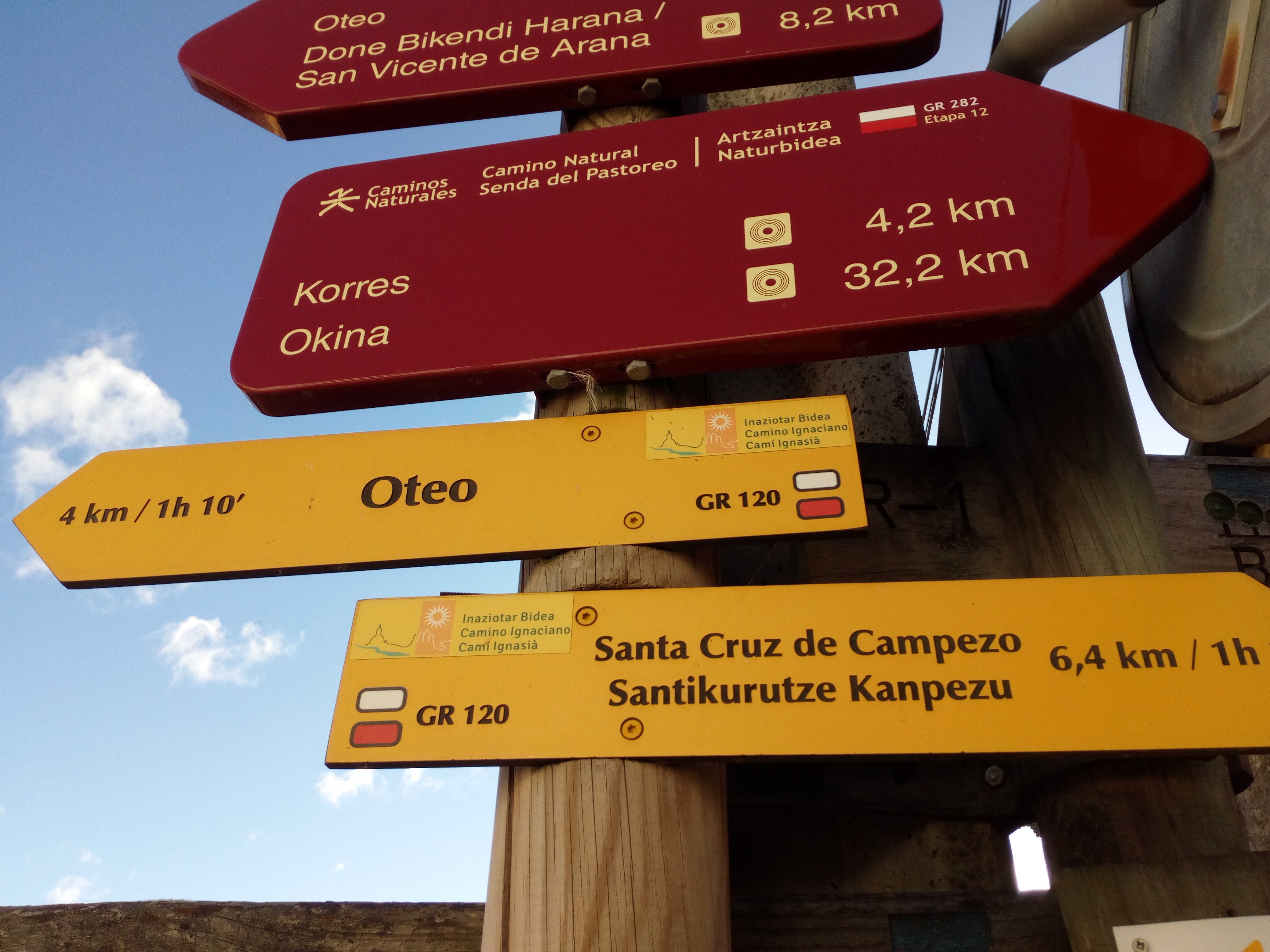
Beschilderung
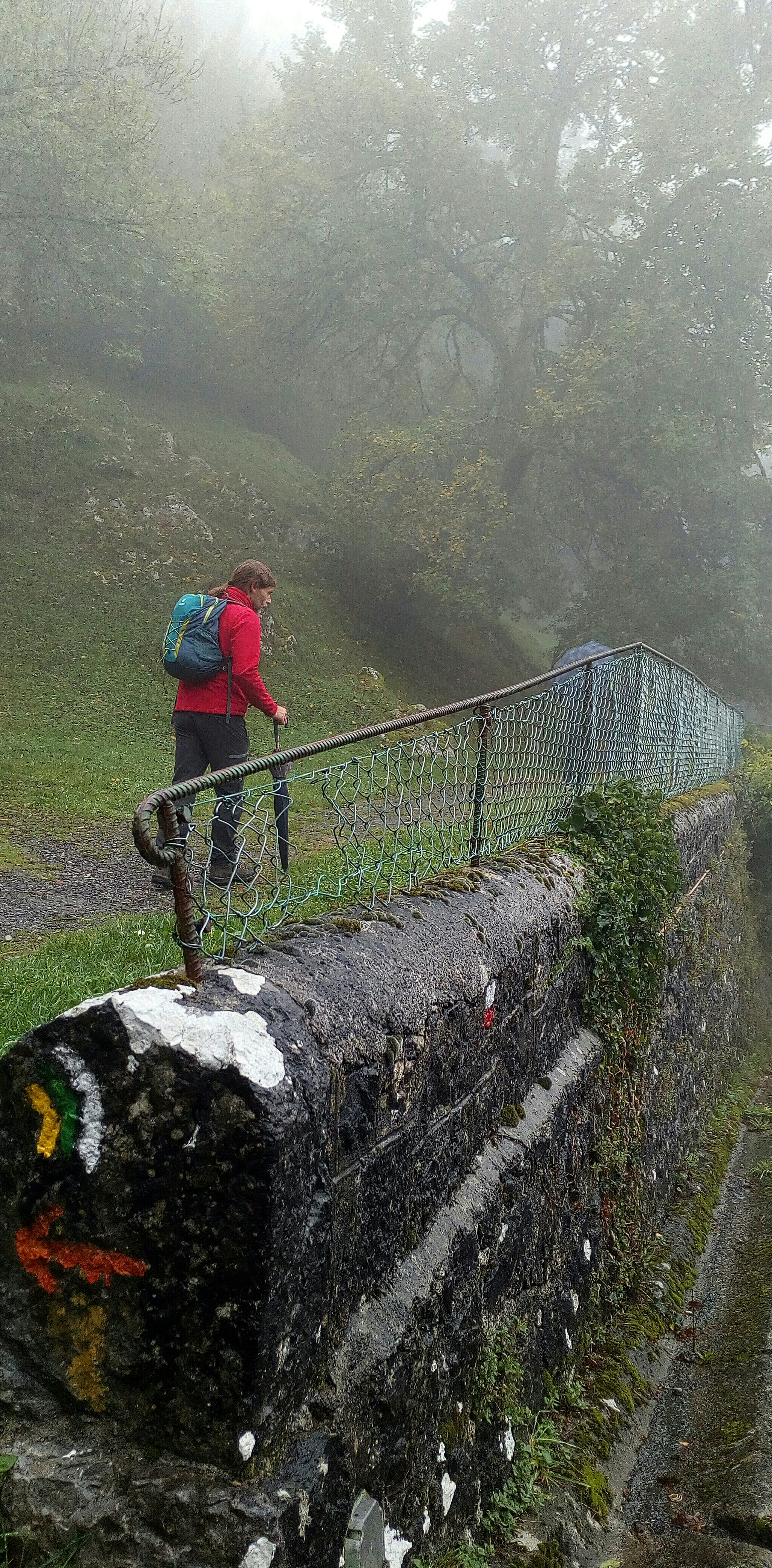
Bei Aranzazu
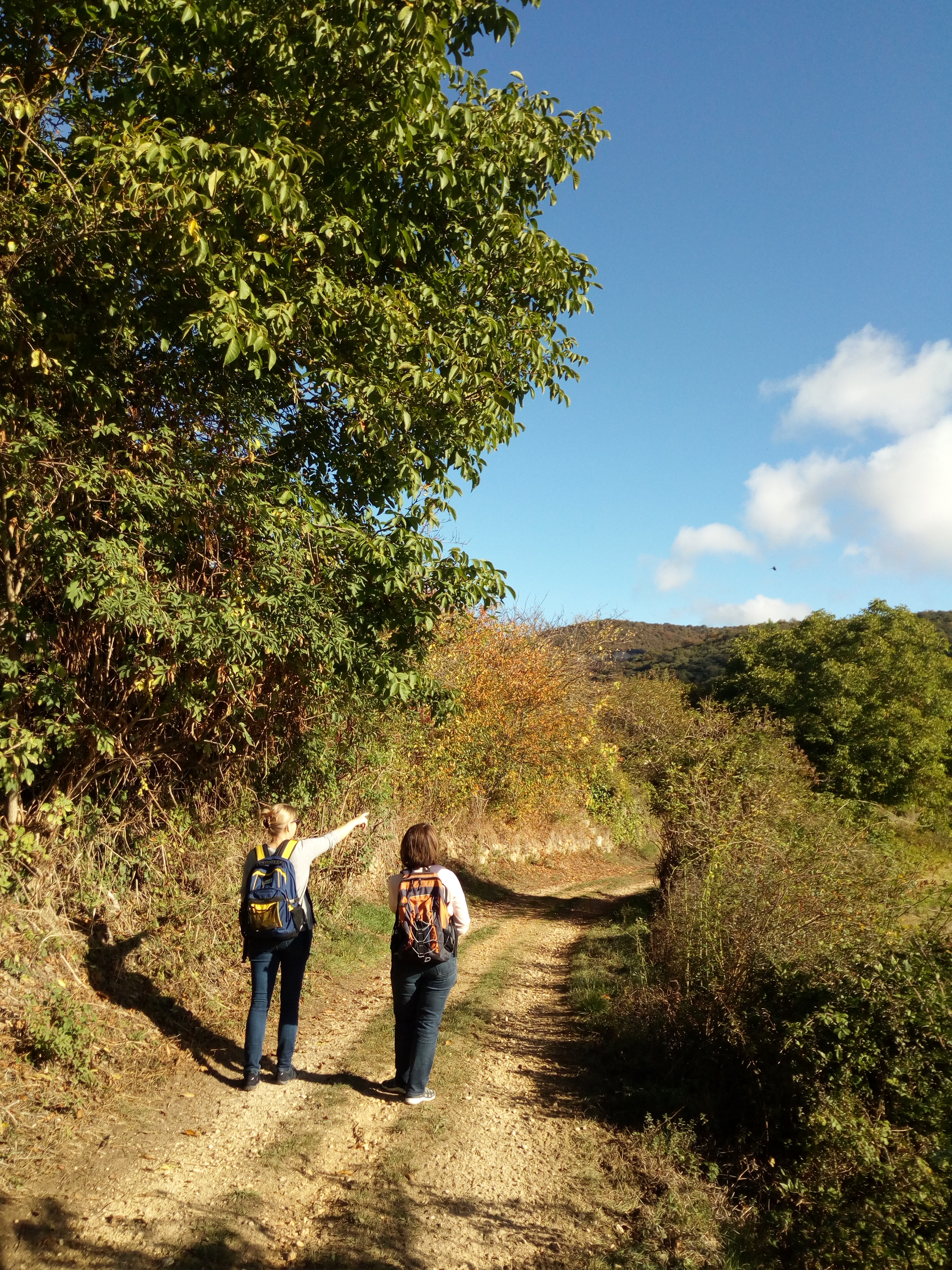
Nahe Antoniana im Baskenland
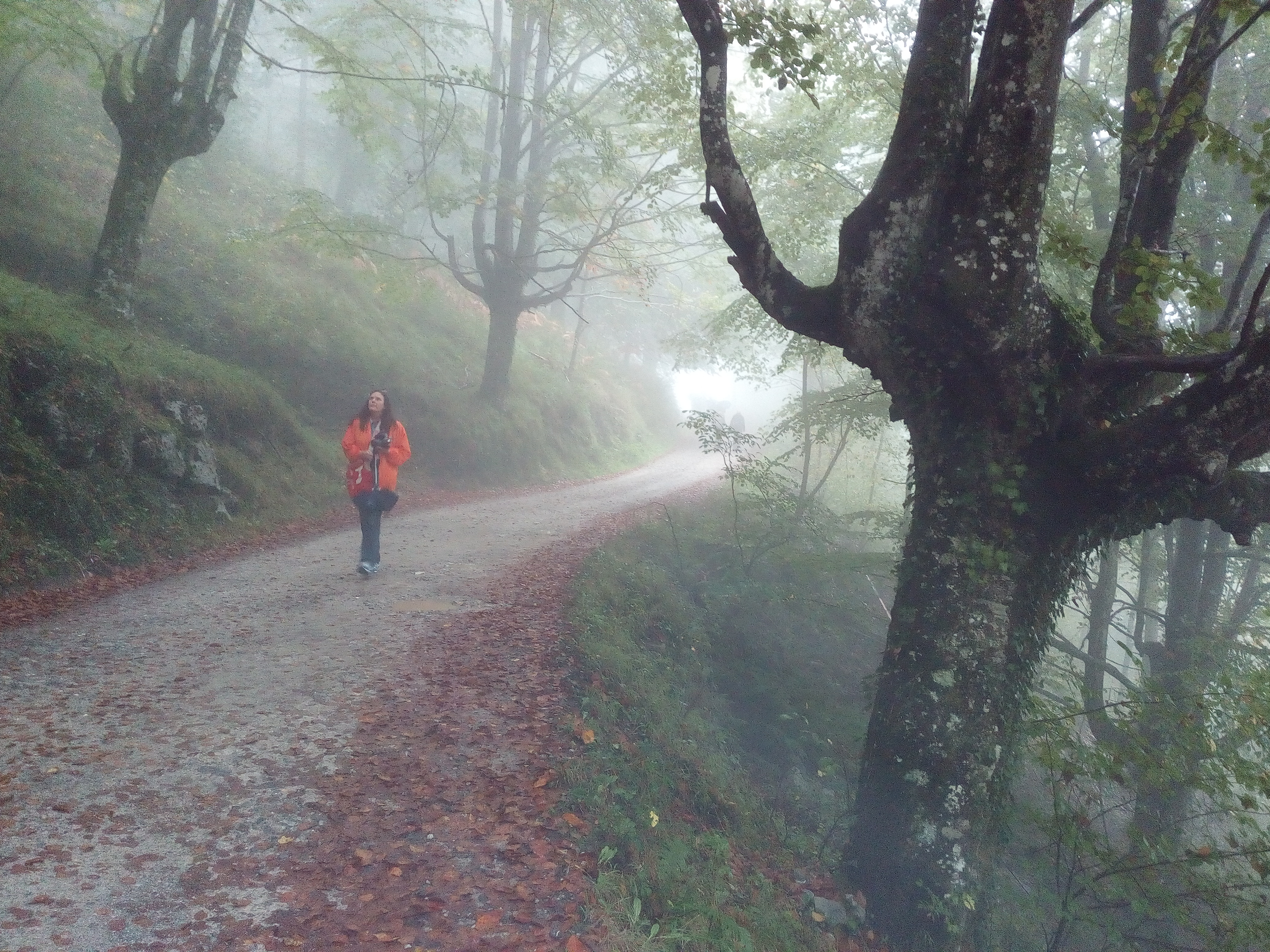
Bei Regen
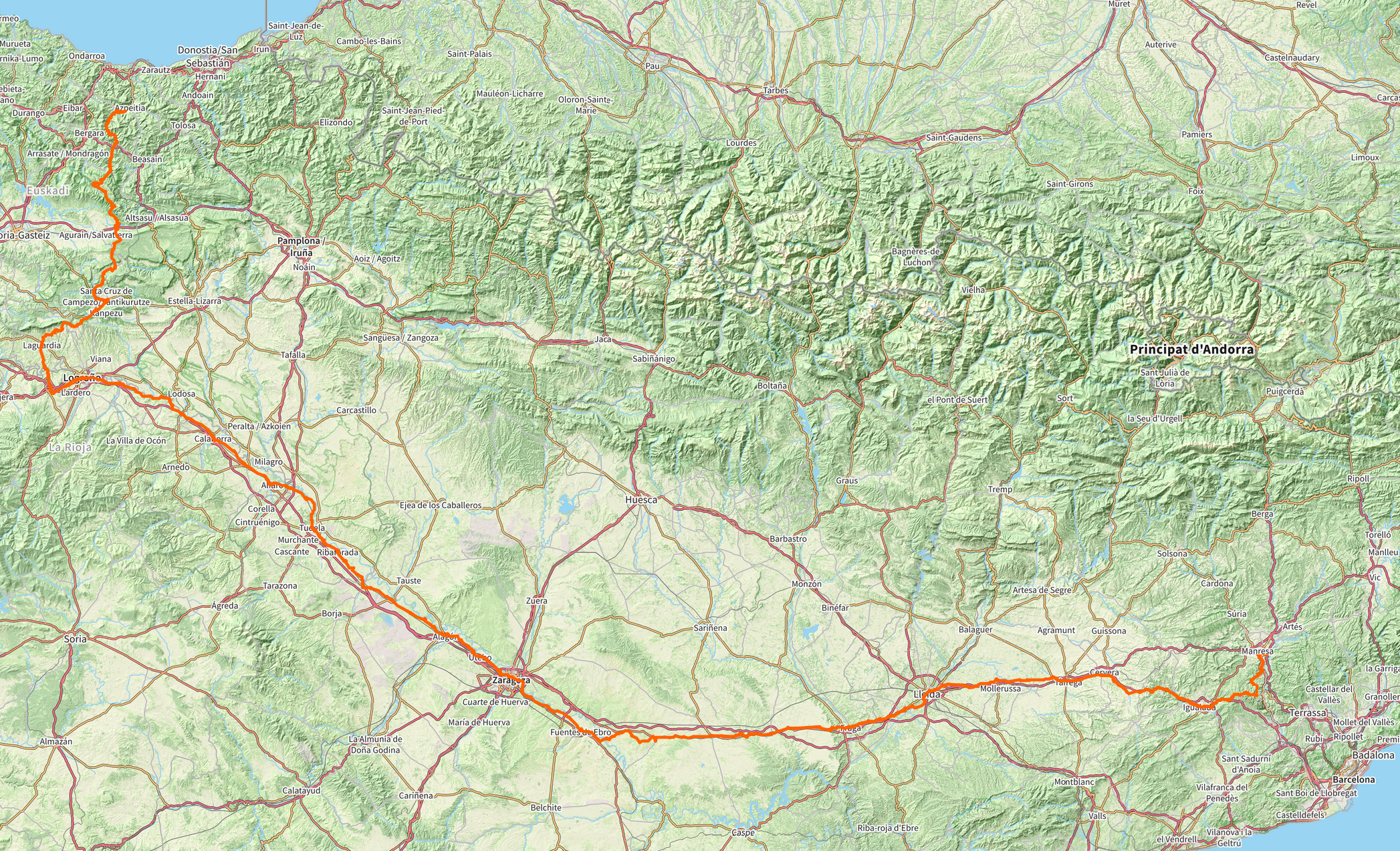
Karte des Ignatiusweg.

Der Weg benutzt Abschnitte des Jakobsweges.

## Etappen
Baskenland
- Tag 1: Loyola – Zumarraga (18,2 km)
- Tag 2: Zumarraga – Arantzazu (21,4 km)
- Tag 3: Arantzazu – Araia (18 km)
- Tag 4: Araia – Alda (22 km)
- Tag 5: Alda – Genevilla (18,5 km)
- Tag 6: Genevilla – Laguardia (27,3 km)

La Rioja
- Tag 7: Laguardia – Navarrete (19,6 km)
- Tag 8: Navarrete – Logroño (13 km)
- Tag 9: Logroño – Alcanadre (30,6 km)
- Tag 10: Alcanadre – Calahorra (21,5 km)
- Tag 11: Calahorra – Alfaro (25,6 km)

Navarro
- Tag 12: Alfaro – Tudela (25,6 km)
- Tag 13: Tudela – Gallur (39,3 km)

Aragón
- Tag 14: Gallur – Alagón (21,7 km)
- Tag 15: Alagón – Saragossa (30,5 km)
- Tag 16: Saragossa – Fuentes de Ebro (30,2 km)
- Tag 17: Fuentes de Ebro – Venta de Santa Lucía (29,6 km)
- Tag 18: Venta de Santa Lucía – Bujaraloz (21,3 km)
- Tag 19: Logroño – Candasnos (21 km)
- Tag 20: Candasnos – Fraga (26,8 km)

Katalonien
- Tag 21: Fraga – Lleida (33 km)
- Tag 22: Lleida – Palau d’Anglesola (25,7 km)
- Tag 23: Palau d’Anglesola – Verdú (24,7 km)
- Tag 24: Verdú – Cervera (17 km)
- Tag 25: Cervera – Igualada (38,6 km)
- Tag 26: Igualada – Montserrat (27 km)
- Tag 27: Montserrat – Manresa (24,6 km)